# ＃CDが売れないこんな世の中じゃ
「#CDが売れないこんな世の中じゃ」（シーディーがうれないこんなよのなかじゃ）は、ゴールデンボンバーの19枚目のシングル。2017年4月5日にスクーデリア・ユークリッド（Zany Zapレーベル）より発売された。

## 解説
前作『おどるポンポコリン』から約5か月、オリジナル作品としては約1年振りのシングル。タイトルは反町隆史のシングル「POISON 〜言いたい事も言えないこんな世の中は〜」をもじったもの。
2017年3月24日に、表題曲の音源が鬼龍院翔のブログにて先行公開されたが、この曲はジャケット写真の流出トラブルにより急遽制作された偽曲バージョンである。CDに収録された音源は、同年3月31日に放送されたテレビ朝日「ミュージックステーション」にて初解禁となった。同番組では、楽曲を無料でダウンロード出来る「QRコード」を掲げるパフォーマンスを行い、放送後アクセスが殺到し繋がりにくい状況が続き、またTwitterのトレンドで1位となるなどの反響があった。放送直後からミュージック・ビデオも公開された。表題曲は、CD不況をテーマとして直球に綴り、「CDが売れずにやけくそになったミュージシャン」という設定になっている。後に表題曲の偽曲バージョンは、同年11月8日リリースのシングル「やんややんやNight 〜踊ろよ※※〜」に収録された。
カップリング曲の「アモーレ」は、2017年2月4日全国ツアー公演にて発表、同年3月28日よりラウンドワンのCMソングに起用され、4月3日にミュージック・ビデオが公開された。『あったかいよ、ユウジ』は、全国ツアー「オールゲイズ 二丁目のユウジ」にて披露された楽曲・主題歌である。『さよならも言わずに』は、2017年2月5日全国ツアーの最終公演にて発表された楽曲である。
iTunes Storeならびに各配信ストアでは、表題曲とカラオケバージョンを除いた『アモーレ - Single』として配信された。 海外のiTunesでは、5月に『#CDが売れないこんな世の中じゃ - EP』として配信された。こちらも表題曲を含むカラオケバージョンは未配信。、2023年現在ではアモーレ - Singleはダウンロード購入専売となり、以前(2020年頃まで)は配信されていなかったが、ストリーミングで#CDが売れないこんな世の中じゃ - EPとして配信されている為各配信サイトにて全曲聴く事が出来る。

## 収録曲
| 全作詞・作曲: 鬼龍院翔、全編曲: 鬼龍院翔、tatsuo (M3.除く)。 | |          |            |      |
| #                                                            | タイトル                                                                                               | 作詞     | 作曲・編曲 | 時間 |
| 1.                                                           | 「#CDが売れないこんな世の中じゃ」                                                                      | 鬼龍院翔 | 鬼龍院翔   | 3:02 |
| 2.                                                           | 「アモーレ」(ラウンドワン CMソング)                                                                    | 鬼龍院翔 | 鬼龍院翔   | 4:14 |
| 3.                                                           | 「あったかいよ、ユウジ」(編曲: DJ Mass (VIVID Neon*)、全国ツアー「オールゲイズ 二丁目のユウジ」主題歌) | 鬼龍院翔 | 鬼龍院翔   | 3:27 |
| 4.                                                           | 「さよならも言わずに」                                                                                 | 鬼龍院翔 | 鬼龍院翔   | 4:59 |
| 5.                                                           | 「#CDが売れないこんな世の中じゃ (オリジナル・カラオケ)」                                               | 鬼龍院翔 | 鬼龍院翔   | 3:01 |
| 6.                                                           | 「アモーレ (オリジナル・カラオケ)」                                                                    | 鬼龍院翔 | 鬼龍院翔   | 4:14 |
| 7.                                                           | 「あったかいよ、ユウジ (オリジナル・カラオケ)」                                                        | 鬼龍院翔 | 鬼龍院翔   | 3:27 |
| 8.                                                           | 「さよならも言わずに (オリジナル・カラオケ)」                                                          | 鬼龍院翔 | 鬼龍院翔   | 4:58 |

## チャート成績
- オリコンシングルウィークリーランキングでは、初週で16,043枚を売り上げ、6位を記録した[1][2]。オリコンチャートへのトップ10入りは『水商売をやめてくれないか』以来、約1年ぶり、10作目である。